# ダン・アリエリー

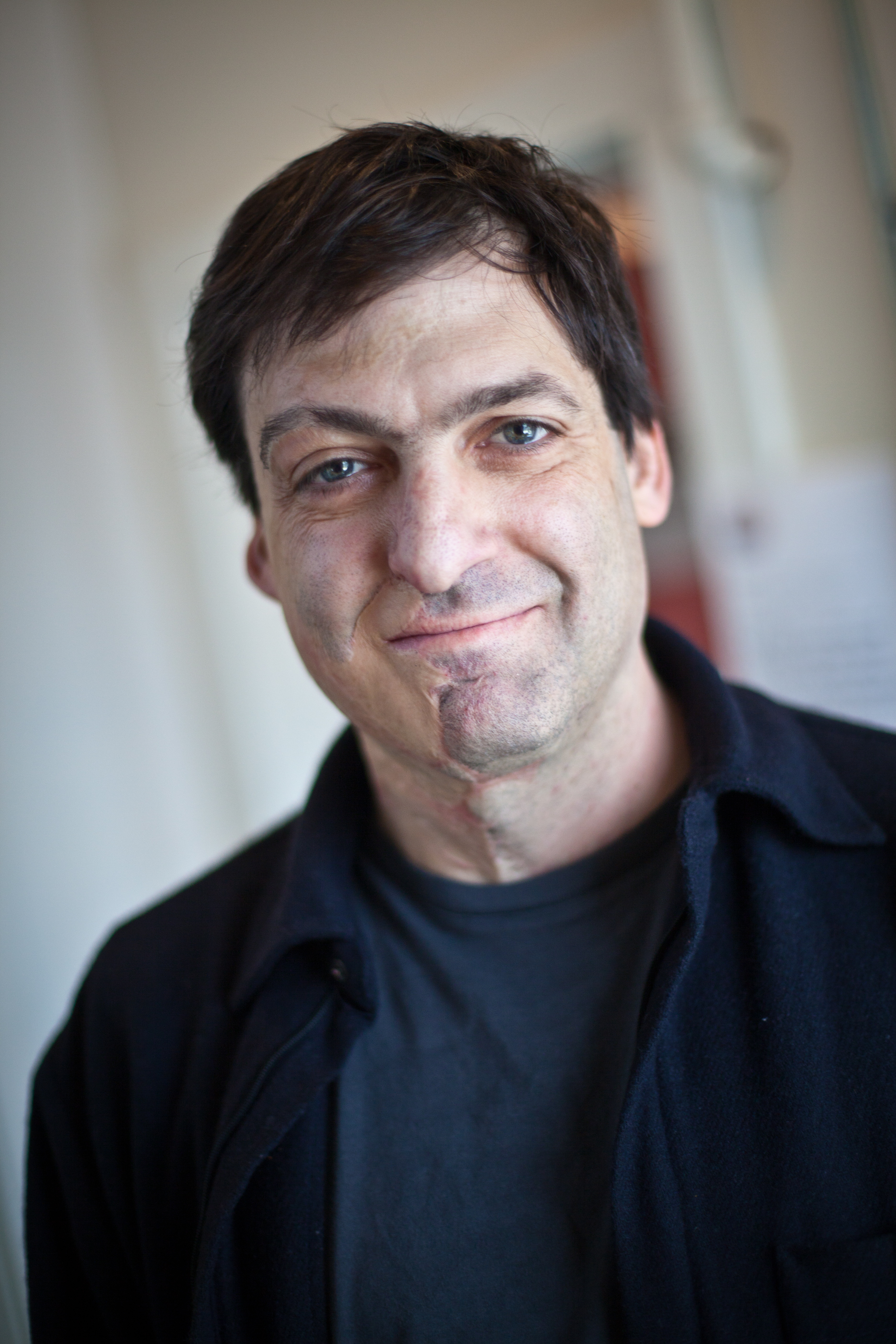
Dan Ariely (PopTech 2010)

ダン・アリエリー（Dan Ariely、1967年4月29日 - ）は、イスラエル系アメリカ人の教授、作家である。デューク大学の心理学および行動経済学のジェームズ・B・デューク記念教授を務めている。デューク大学先進後知恵研究センター（The Center for Advanced Hindsight）の創設者、BEworksの共同創業者でもある。アリエリーがTEDで行ったプレゼンテーションは780万回以上閲覧されている。また、『予想通りに不合理』、『不合理だからすべてがうまくいく』の著者であり、これらの2冊は『ずる 嘘とごまかしの行動経済学』とともにニューヨーク・タイムズのベストセラーリストに含まれている。

## 若年期と家族
父がコロンビア大学のMBA課程在籍時にニューヨーク市で生まれた。彼が3歳のとき一家はイスラエルへ戻り、彼はラマトハシャロン(en)という街で育った。 彼が高校3年生の時にはイスラエルの青年運動団体であるハー＝ノアル・ハー＝オーヴェード・ウェラホメド(en)で活動していた。夜間に行われる伝統儀式のためにktovet esh（火で文字を描くもの）を準備している最中に、彼が混ぜていた可燃物が爆発して彼の体の70パーセント以上がIII度熱傷となった。その治療の過程で肝炎（1985年当時は謎の病気で、後にC型肝炎と命名される）を発症。大学院生時代に肝炎が再発したため、当時は実験的治療だったインターフェロンの治験に参加。強い副作用を伴う自己注射を半年にわたって週3回行うと言う辛い治療を、「注射の前にレンタルビデオ店で映画を借りる」と言う方法で乗り切り、治験を乗り切った唯一の人間となった。肝炎が完治しなかったため治験はさらに1年延び、就職活動をしながらインターフェロンに加えてリバビリンも併用することになったが、同様にしてこの治験を乗り切り、肝炎は完治した。自身の著作でアリエリーは、この経験によってどのように「どうすれば痛みを伴う避けられない治療を患者により良く施せるか」について研究するようになったか述べている。
アリエリーはスミ夫人との間に現在2人の子供（1人の息子と1人の娘）がいる。2007年、デューク大学に職を得て、新婚当時に購入した家を売却して引っ越そうとしているところにサブプライム住宅ローン危機が発生。住宅価格が下がり続ける中、アリエリーはイケア効果（人は自分で作った物を過大評価する）の発見者であるにもかかわらずイケア効果の犠牲となり、夫妻でリフォームした家の価値を過大評価してしまい、不動産業者の「現状復帰」のアドバイスを聞くまで2件分の維持費を払い続け、危うく売り損ねるところであった。

## 学歴と研究業績
アリエリーはテルアビブ大学で数学と物理学を専攻したが、後に哲学と心理学に転向した。しかし4年生のとき哲学をやめて心理学のみに注力し、1991年に心理学の学士号を得た。またノースカロライナ大学チャペルヒル校で認知心理学の修士号（1994年）とPh.D.（1996年）を取得している。ノーベル経済学賞を受賞したダニエル・カーネマンの勧めにより、1998年にはデューク大学でD.B.A課程を修了した。
Ph.D.取得後、1998年から2008年までMITで教鞭を執った後、現在デューク大学で心理学と行動経済学のジェームズ・B・デューク教授職（en:James B. Duke Professor）を務める。以前はマサチューセッツ工科大学スローンマネジメントスクール（en:MIT Sloan School of Management）で行動経済学のアルフレッド・P・スローン教授職（Alfred P. Sloan Professor）を務めていた。アリエリーは経済学の正式な訓練を受けていないマーケティングの教授であるにもかかわらず、主要な行動経済学者の1人とみなされている。
2021年8月、アリエリーが共著者である『Proceedings of National Academy of Sciences』に掲載された2012年の論文について、匿名の研究者がデータ不正に関する懸念を示した。2012年の論文の結果については、2020年に再現性がないことが、原著者らを含む研究グループによって発表されていた。匿名の研究者らは、2012年の論文でアリエリーが担当した実地実験の元データが捏造されている強い証拠を見出したことを指摘している。アリエリーは、元データは実地実験を実施した保険会社から提供されたものであり、自身と自身の研究グループの共著者らはデータ作成に関与していない、と述べた。

## コンピュータービジネスにおける活動
アリエリーは強力なインターネットツールSimpliの創業メンバーだった。Simpliは2000年にNetZeroに売却された。
2001年にはSimpliはNetZeroからSearch123という別企業に売却され統合された。 元々のメンバーのほとんどは新会社に加わった。Search123は2004年にValueClickに売却された。

## 著書
- 『予想どおりに不合理―行動経済学が明かす「あなたがそれを選ぶわけ」』（早川書房,2008年）
  -  Predictably Irrational: The Hidden Forces That Shape Our Decisions. Second edition in 2012., HarperCollins, (2008), pp. 304, ISBN 978-0-06-135323-9, OCLC 182521026
- 『不合理だからすべてがうまくいく―行動経済学で「人を動かす」』（早川書房, 2010年）
  -  The Upside of Irrationality: The Unexpected Benefits of Defying Logic at Work and at Home, HarperCollins, (2010), pp. 352, ISBN 978-0-06-199503-3, OCLC 464593990
- 『ずる―嘘とごまかしの行動経済学』（早川書房, 2012年）
  -  The Honest Truth about Dishonesty, HarperCollins, (2012), pp. 255, ISBN 978-0-06-218359-0, OCLC 757484553

彼は最初の著書を書いた動機を以下のように語っている。
私は認知心理学と経営学のPh.D.を持っています。しかし私のしていることは心理学と経済学にまたがっています。私は経済学者が立てるのと同じような問いを立てますが、人々は合理的に振る舞うものであるとすぐ決めてかからずに、どのように人々が振る舞うかただ観察するのです。私は『予想通りに不合理』に、どのように人々が物事を考えているか、特に金銭的な決定についてどう考えているかを書きました。私たちが買うものについてです。ある章で「あるものにどの程度の価値があるかどうやって私たちは決めているのか」という問いを立てました。これについて経済理論は非常に単純な仮定を置きます。しかし私は「実際には私たちはどうやっているのか」を問うているのです。
『予想通りに不合理』を読んで人間の不合理な行動を理解することで人生は悪くなりうるのではないか（プラシーボ効果から得られる利益を失うなど）と訊ねられたアリエリーは、短期的には損をするかもしれないが長期的には得をするであろうから自著を読むことでその人の人生が悪くなることはないだろうと答えている。 「不合理だからうまくいく」ことについて訊ねられたときには以下のように述べている。
本の前半は職場でのやる気についてです。著書では「ボーナスの本当の効果は何か」「高いボーナスを与えると何が起きるか」といった問いを立てました。結果として、ボーナスは人々のやる気を引き出すが、より高い成果をいつももたらすとは限らないということがわかりました。実際にはより低い成果をしばしばもたらしたのです。なぜなら金銭は人々にプレッシャーを与えるからです。（中略）本の第二部は私生活についてです。すなわち「どうやって幸せを見つけるのか」「私たちの身に生じる良いことや悪いことにどう適応すればよいか」という問いについてです。またそれは感情についての問いも少しだけ含んでいます。
マイケル・S・ロスは『ずる』について「アリエリーはすべての人にとっての基準を上げてしまった。だんだん競争が激しくなってきている人気の認知科学と行動経済学という分野で、情熱と賢明さというあまり見られない2つの組み合わせをもってこれを書き上げた。彼は私たちが誤った考えと不合理性を持っているということを思い出させてくれるので、私たちは私たち自身を欺く傾向があるがその傾向から身を守れるかもしれない。」と書いている。
2008年にアリエリーは共著者のレベッカ・ウェイバー、ジブ・カルモン、ババ・シブとともにイグノーベル医学賞を受賞した。受賞理由は高価な偽薬は安価なものより効果があることを示したことであった。

## その他の業績

### 先進後知恵研究センター
アリエリーの研究所であるデューク大学先進後知恵研究センターは、金銭・医師と患者による意思決定・不正・社会正義についての心理学といったテーマについて研究することを目的としている。

### BEworks
アリエリーは行動経済学をビジネスや政策課題に応用する企業であるBEworks Incの共同創業者である。

### Arming the Donkeys
Arming The Donkeysは社会科学や自然科学の研究者にアリエリーがインタビューを行うポッドキャストである。

### 論文
- Ariely, Dan; Zauberman, Gal (2000), “On the making of an experience: The effects of breaking and combining experiences on their overall evaluation”, Journal of Behavioral Decision Making 13 (2):  219–232, doi:10.1002/(SICI)1099-0771(200004/06)13:2<219::AID-BDM331>3.0.CO;2-P
- Ariely, Dan (1998), “Combining experiences over time: the effects of duration, intensity changes and on-line measurements on retrospective pain evaluations”, Journal of Behavioral Decision Making 11 (1):  19–45, doi:10.1002/(sici)1099-0771(199803)11:1<19::aid-bdm277>3.0.co;2-b
- Ariely, Dan; Loewenstein, George; Prelec, Drazen (2003), “Coherent Arbitrariness: Stable demand curves without stable preferences”, The Quarterly Journal of Economics 118 (1):  73–106, doi:10.1162/00335530360535153
- Ariely, Dan; Carmon, Ziv (2000), “Gestalt Characteristics of Experiences: The Defining Features of Summarized Events”, Journal of Behavioral Decision Making 13:  191–201, doi:10.1002/(sici)1099-0771(200004/06)13:2<191::aid-bdm330>3.0.co;2-a
- Ariely, Dan (2000), “Controlling information flow: Effects on consumers' decision making and preference”, Journal of Consumer Research 27 (2):  233–248, doi:10.1086/314322
- Ariely, Dan; Wertenbroch, Klaus (2002), “Procrastination, Deadlines, and Performance: Self-Control by Precommitment”, Psychological Science 13 (3):  219–224, doi:10.1111/1467-9280.00441, PMID 12009041
- Heyman, James; Ariely, Dan (2004), “Effort for Payment: A Tale of Two markets”, Psychological Science 15 (11):  787–793(7), doi:10.1111/j.0956-7976.2004.00757.x, PMID 15482452
- Ariely, Dan; Loewenstein, George; Prelec, Drazen (2006), “Tom Sawyer and the Construction of Value”, Journal of Economic Behavior & Organization 60:  1–10, doi:10.1016/j.jebo.2004.10.003
- Carmon, Ziv; Ariely, Dan (2000), “Focusing on the Forgone: Why Value can Appear so Different to Buyers and Sellers”, Journal of Consumer Research 27:  360–370, doi:10.1086/317590
- Shiv, Baba; Carmon, Ziv; Ariely, Dan (2005), “Placebo Effects of Marketing Actions: Consumers May Get What They Pay For”, Journal of Marketing Research XXII:  383–393
- Mazar, Nina; Ariely, Dan (2006), “Dishonesty in Everyday Life and Its Policy Implications”, Journal of Public Policy & Marketing 25 (1)
- Lee, Leonard; Frederick, Shane; Ariely, Dan (2006), “Try it, you'll like it: The influence of expectation, consumption, and revelation on preferences for beer”, Psychological Science 17 (12):  1054–1058, doi:10.1111/j.1467-9280.2006.01829.x
- Ariely, Dan; Michael Norton (January 2008). “How Actions Create-Not Just Reveal-Preferences”. TRENDS in Cognitive Sciences 12.  オリジナルの2014年5月20日時点におけるアーカイブ。.
- Ariely, Dan; On Amir; Ziv Carmon (November–December 2008). “The Dissociation Between Monetary Assessment and Predicted Utility”. Marketing Science. 6 27:  1055–1064. doi:10.1287/mksc.1080.0364.  オリジナルの2014年8月21日時点におけるアーカイブ。.
- Ariely, Dan; Marco Bertini; Elie Ofek (June 2009). “The Impact of Add-on Features on Consumer Product Evaluations”. Journal of Consumer Research. 1 36:  17–28. doi:10.1086/596717.  オリジナルの2013年11月26日時点におけるアーカイブ。.
- Ariely, Dan; Gregory S. Berns (3 March 2010). “Neuromarketing: the hope and hype of neuroimaging in business”. Nature Reviews Neuroscience. doi:10.1038/nrn2795.  オリジナルの2013年7月11日時点におけるアーカイブ。.
- Ariely, Dan; Michael I. Norton; Daniel Mochon (July 2012). “The IKEA effect: When labor leads to love”. Journal of Consumer Psychology. 3 22:  453–460.  オリジナルの2014年5月20日時点におけるアーカイブ。.

### 出演した映像と音声
- How equal do we want the world to be? You'd be suprised (TED2015)
- Are we in control of our own decisions? (EG 2008)
- Our buggy moral code (TED2009)
- Beware conflicts of interest (TED2011)
- What makes us feel good about our work? (TEDxRiodelaPlata 2012)
- Learning First Alliance interview with Ariely
- Jewish World News Interview with Dan Ariely
- Skepticality Podcast, 2-22-11, Dan Ariely, The Upside of Irrationality
- Scientific American Podcast, 12-29-12, Dan Ariely, Creativity and Dishonesty
- The Amazing Meeting July 2013, Dan Ariely, The Honest Truth About Dishonesty
- Documentary about the Maricopa County Sheriff Joe Arpaio Dan Ariely is Interviewed
- Self control: The problem and How to get over it

- お金と感情と意思決定の白熱教室（2014年4月、Eテレ）
- ドキュランドへようこそ（不）正直な私たち～ウソを巡る本当の話（2018年6月1日、Eテレ）

## ドラマ化
著書「予想どおりに不合理」とアリエリー自身の体験を基に、2023年『マーサー教授の殺人事件簿(The Irrational)』が製作された。過去に重い熱傷を負った行動科学の教授が、自身を殺害しようとした犯人を捜しつつ、学生たちとともに警察の事件解決に協力する。主演はジェシー・L・マーティン。2025年3月末打ち切りになるまで29エピソードが作られ、日本ではWOWOWが日本語吹き替え版を放送した。

## 関連
- 認知バイアス
- 先延ばし